# Vincent Gallo
Vincent Gallo (Buffalo, Nova Iorque, 11 de abril de 1961) é um ator, diretor de cinema, produtor e músico dos Estados Unidos da América.
Ele está sempre associado a filmes independentes, embora já tenha atuado em papéis menores em filmes de grande produção, como em Goodfellas, de Martin Scorsese. Estrelou, escreveu, produziu e dirigiu Buffalo '66, talvez seu mais reconhecido filme. Nos anos 1980, Vincent Gallo trabalhou como pintor figurativo em Nova York, participando ainda de uma banda chamada Bohack.
Seus pais saíram da Sicilia, na Itália, e foram para os Estados Unidos. Aos 16 anos, seu pai o expulsou de casa e ele continuou vivendo em Nova York algum tempo, até decidir passar uma temporada na Europa.
Ao voltar, começou posando para o famoso estilista Calvin Klein, sendo ainda fotografado por Richard Avedon. Logo se tornou pintor, depois motoqueiro, e finalmente ator.
Além de Bufallo '66, dirigiu, escreveu, produziu e estrelou em The Brown Bunny, junto de Chloë Sevigny, famoso filme por conter uma cena ultra-realista, em que a citada atriz pratica sexo oral com ele. Em 2010, o ator venceu a Coppa Volpi de Melhor Ator no Festival de Veneza por sua performance no filme Essential Killing, de Jerzy Skolimowski.